# Арена (Вибо Валенција)
Арена (итал. Arena) је насеље у Италији у округу Вибо Валенција, региону Калабрија.
Према процени из 2011. у насељу је живело 914 становника. Насеље се налази на надморској висини од 495 м.

## Становништво
Према резултатима пописа становништва 2011. у општини је живело 1.532 становника.
| 1931. | 1936. | 1951. | 1961. | 1971. | 1981. | 1991. | 2001. | 2011. |
| ----- | ----- | ----- | ----- | ----- | ----- | ----- | ----- | ----- |
| 3.190 | 3.146 | 3.565 | 3.091 | 2.706 | 2.338 | 2.069 | 1.799 | 1.532 |